# Annales Valesiani
Annales Valesiani (o Excerpta Valesiana o Anonymus Valesianus) sono una raccolta di due scritti in latino, annali così chiamati perché stampati per la prima volta a Parigi da Henri Valois (Henricus Valesius) nel 1636.
La prima parte, scritta attorno al 390 da un autore anonimo, è una biografia, basata su buone fonti, di Costantino I dal 305 al 337, dal titolo Origo Constantini Imperatoris. I pochi passi cristiani presenti paiono evidenti interpolazioni da parte di Orosio. 
La seconda parte, scritta attorno al 550 in un latino grezzo da un altro scrittore sconosciuto, dal titolo Item ex libris Chronicorum inter cetera, riguarda il periodo da 474 al 526 e si occupa principalmente della vita di Teodorico il Grande.
Nel complesso rappresenta un bell'esempio di una breve opera pagana “cristianizzata“ tramite la semplice addizione di pochi passi. L'edizione critica dell'Anonymus Valesianus è stata curata da R. Cessi (Rerum Italicarum Scriptores, 1913).